# Фортецца-да-Бассо
Фортецца-да-Бассо — крепость 16-го века в городе Флоренция, имеющая важное историко-архитектурное значение. Она расположена к северу от центрального вокзала города. Её общая площадь составляет около 80 000 м², из которых 55 000 м² — крытые.
Построенная по проекту Пьера Франческо да Витербо и Антонио да Сангалло Младшим в период с 1534 по 1537 годы по заказу герцога Флорентийского Алессандро де Медичи крепость долгое время использовалась для военных целей и до 1967 года находилась под управлением военного ведомства. В своё время она служила защитой как от внешних атак, так и убежищем в случае внутренних беспорядков.
Крепость-бастион эпохи Возрождения имеет форму неправильного пятиугольника.
В крепости в настоящее время находятся реставрационная мастерская (Opificio delle pietre dure), концертные и выставочные залы (Padiglione Spadolini и Padiglione Cavaniglia).